# Llista d'estats sobirans del 1898

## Estats sobirans

### A
- Imperi Alemany[1]
- Plantilla:Bandera image Amèrica Central – Gran República de l'Amèrica Central (fins a l'1 de novembre)
  - Plantilla:Bandera image Estats Units de l'Amèrica Central (de l'1 de novembre al 21 de novembre)
- Andorra – Principat d'Andorra
- Argentina – República de l'Argentina
- Aro – Confederació Aro
- Plantilla:Bandera image Ashanti – Unió Ashanti
- Àustria-Hongria – Imperi Austrohongarès[2]

### B
- Bèlgica – Regne de Bèlgica
- Bolívia – República de Bolívia
- Brasil – República dels Estats Units del Brasil
- Plantilla:Bandera image Bukhara – Emirat de Bukhara
- Bulgària – Principat de Bulgària

### C
- Canadà – Domini del Canadà
- Colòmbia – República de Colòmbia
- Estat Lliure del Congo[3]
- Plantilla:Bandera image Illes Cook – Federació de les Illes Cook
- Korean Empire – Imperi de Corea
- Costa Rica – República de Costa Rica
- Creta - República de Creta (des del 9 de desembre)[4]

### D
- Dinamarca – Regne de Dinamarca
- Dominican Republic

### E
- Equador – República de l'Equador[5]
- Espanya – Regne d'Espanya
- Estats Units – Estats Units d'Amèrica[5]
- Etiòpia – Imperi d'Etiòpia

### F
- França – República Francesa[6]

### G
- Grècia – Regne de Grècia
- Guatemala – República de Guatemala

### H
- Haití – República d'Haití
- Hawaii – República de Hawaii (fins al 4 de juliol)
- Hondures – República d'Hondures (des del 21 de novembre)

### I
- Itàlia – Regne d'Itàlia

### J
- Japó - Imperi del Japó[7]

### K
- Kénédougou – Regne de Kénédougou (fins a l'1 de maig)
- Plantilla:Bandera image Khiva – Kanat de Khiva

### L
- Libèria – República de Libèria[8]
- Liechtenstein – Principat de Liechtenstein
- Luxemburg – Gran Ducat de Luxemburg

### M
- Marroc – Regne del Marroc
- Mèxic – Estats Units Mexicans
- Mònaco – Principat de Mònaco
- Montenegro – Principat de Montenegro

### N
- Nicaragua – República de Nicaragua (des del 21 de novembre)

### O
- Estat Lliure d'Orange[9]
- Imperi Otomà[10]
- Ouaddai – Imperi Ouaddai

### P
- Països Baixos – Regne dels Països Baixos
- Paraguai – República del Paraguai
- Plantilla:Bandera image Pèrsia – Imperi Persa
- Perú – República Peruana
- Portugal – Regne de Portugal

### R
- Regne Unit – Regne Unit de la Gran Bretanya i Irlanda
- Romania – Regne de Romania
- Imperi Rus[11]

### S
- El Salvador – República del Salvador (des del 21 de novembre)
- San Marino – Sereníssima República de San Marino[5][12]
- Sèrbia – Regne de Sèrbia
- - Regne de Siam
- Sokoto – Califat de Sokoto
- Sud-àfrica - República Sud-africana[13]
- Suècia-Noruega – Regnes Units de Suècia i Noruega
- Suïssa – Confederació suïssa
- Plantilla:Bandera image Sulu – Sultanat de Sulu (fins al 1898)

### T
- Tonga – Regne de Tonga

### U
- Uruguai – República Oriental de l'Uruguai

### V
- Veneçuela – Estats Units de Veneçuela[14]

### W
- Wassoulou – Imperi Wassoulou (fins al 29 de setembre)

### X
- Xile – República de Xile
- Xina – Gran Imperi Qing

## Estats que proclamen la sobirania
- Aceh – Sultanat d'Aceh
- Estat d'Acre – Estat Independent d'Acre (des del 14 de juliol)
- Filipines – República Filipina (des del 12 de juny)